# 西銀座ジャンクション
座標: 北緯35度40分33.2秒 東経139度45分57.1秒 / 北緯35.675889度 東経139.765861度
西銀座ジャンクション（にしぎんざジャンクション）は、東京都中央区に位置していた首都高速八重洲線と東京高速道路会社線（KK線）のジャンクションである。八重洲線とKK線新橋方面のみのハーフジャンクションとなっていた。西銀座乗継所が設置されていた。

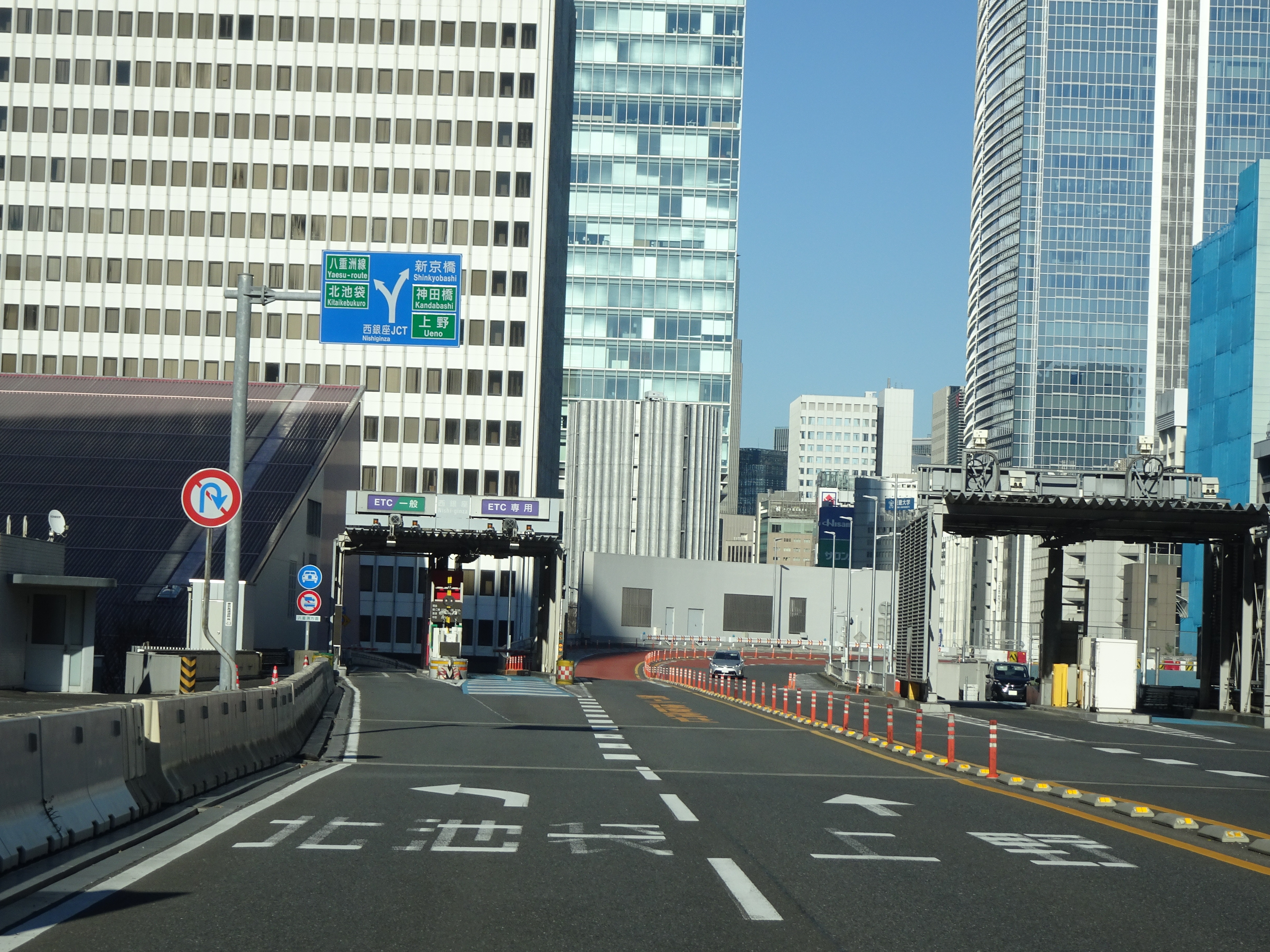
西銀座ジャンクション

八重洲線からKK線に流入する際には、西銀座乗継所で乗継券が発券され、これを所持し10分以内に汐留乗継所で係員に乗継券を渡し首都高に戻ると首都高の料金を新たに支払う必要がない。逆も同じである（ETC車の場合は無線通行が可能）。
八重洲線の付け替えに伴い東京高速道路が廃止されることとなり、当JCTも2025年4月5日に廃止された。

## 連絡していた路線
首都高速八重洲線←西銀座乗継所→東京高速道路（新橋方面）

## 隣
首都高速八重洲線
(44)丸の内出口 - 西銀座JCT
(D8)東京高速道路
(2)土橋入口 - 西銀座JCT/西銀座乗継所 - (3)西銀座入口